# Meister des Yale Missal
Als Meister des Yale Missal (Englisch Master of the Yale Missal) wird ein französischer Buchmaler des 15. Jahrhunderts bezeichnet. Der namentlich nicht bekannte Künstler war ein enger Nachfolger von Jean Fouquet und steht wie dieser an der Schwelle von der Spätgotik zur Frührenaissance.

## Namensgebung
Der Meister des Yale Missal erhielt seinen Notnamen nach den von ihm geschaffenen Illuminationen zu einem Missale, einem Messbuch das heute in der Bibliothek der Yale University aufbewahrt wird.

## Werke (Auswahl)
- Genf, Bibliothèque publique et universitaire, Ms. fr. 187 (Jean de Bueil, le Jouvencel)
- Genf, Bibliothèque publique et universitaire, Ms. fr. 189 (Roman de Tristan)
- New Haven, Yale University, Beinecke Library MS 425 ("Missale gallicum")
- New York, Pierpont Morgan Library, M. 41 ("Roman de Tristan", 1468)
- Paris, BnF, Ms. fr. 102 (Roman de Tristan)
- Paris, BnF, Ms. fr. 227 (Boccaccio, Des cas des nobles hommes et femmes für Jeanne de France, 1468)
- Paris, BnF, Ms. fr. 10141 (Noël de Fribois, "Abbreviation et translation de latin en françoys des Croniques et histoires de France")
- Paris, BnF, Ms. lat. 8404 (Paulus Senilis, Epigrammatum)
- Paris, BnF, Ms. NAL 3200 (Stundenbuch für den Gebrauch von Troyes)
- San Marino, Huntington Library, Ms. HM 1143 (Stundenbuch für den Gebrauch von Rom)
- St. Petersburg, Akademiebibliothek, Ms. O. 104 (Stundenbuch für den Gebrauch von Tours)
- Tours, Bibliothèque municipale, Ms. 194 (Missale für den Gebrauch von Tours)
- Wien, Österreichische Nationalbibliothek, Cod. 2577 (Sébastien Mamerot, Histoire des neuf preux et des neuf preuses, 1. Band)

## Meister des Wiener Mamerot
Der Meister des Yale Missal wird auch nach dem sogen. Wiener Mamerot bezeichnet (Wien, ÖNB, Cod.2577-78), den er mit Jean Colombe illuminiert hat. Das Wiener Manuskript ist die einzige Version der histoire des neuf preux et des neuf preuses von Sébastien Mamerot.